# ملجأ (جمعية)

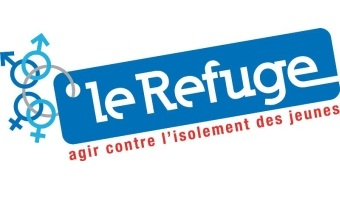
شعار الجمعية

ملجأ جمعية فرنسية غير ربحية فرنسية معترف بها من قبل الدولة تهدف إلى توفير مسكن مؤقت ودعم اجتماعي وطبي ونفسي وقانوني للفتيان والفتيات القصر ضحايا رهاب المثلية والترانسفوبيا ، بما في ذلك في إطار وحدة الأسرة الخاصة بهم.
تأسست الجمعية عام 2003 ، ويقع مقرها الرئيسي في مونبلييه. وهي تتألف من ثمانية عشر تمثيلية إدارية للعمليات.
يرمز إلى جمعية ملجأ بشريط الأزرق.